# 발더스 게이트
《발더스 게이트》는 《던전 앤 드래곤》 캠페인 포가튼 렐름을 무대로 한 일련의 롤플레잉 비디오 게임 시리즈이다. 초기 작품들은 크게 두 부류로 나뉘는데, 개인용 컴퓨터로 발매된 본편 시리즈 《바알스폰 사가》와 다양한 개발사가 가정용 게임기용으로 발매한 액션 롤플레잉 게임 시리즈 《다크 얼라이언스》가 있다.
2012년 《발더스 게이트: 인핸스드 에디션》을 시작으로 시리즈 부활이 발표됐으며 이후 2013년 《발더스 게이트 II: 인핸스드 에디션》이 뒤따랐다.

## 게임
| 제목                                      | 출시일           | 플랫폼                                                           | 비고                               |
| ----------------------------------------- | ---------------- | ---------------------------------------------------------------- | ---------------------------------- |
| 발더스 게이트                             | 1998년 12월 21일 | 윈도우, macOS                                                    | 바이오웨어 개발                    |
| 발더스 게이트: 테일즈 오브 더 소드 코스트 | 1999년 4월 30일  | 윈도우, MacOS                                                    | 확장팩, 바이오웨어 개발            |
| 발더스 게이트 II: 섀도스 오브 암          | 2000년 9월 21일  | 윈도우, MacOS                                                    | 바이오웨어 개발                    |
| 발더스 게이트 II: 쓰론 오브 바알          | 2001년 6월 22일  | 윈도우, MacOS                                                    | 확장팩, 바이오웨어 개발            |
| 발더스 게이트: 다크 얼라이언스            | 2001년 12월 4일  | PS2, 엑스박스, 게임큐브, 게임보이 어드밴스                       | 외전, 스노블라이드 스튜디오스 개발 |
| 발더스 게이트: 다크 얼라이언스 II         | 2004년 1월 20일  | PS2, 엑스박스                                                    | 외전, 블랙 아일 스튜디오 개발      |
| 발더스 게이트: 인핸스드 에디션            | 2012년 11월 28일 | 윈도우, MacOS, 리눅스, PS4, 엑스박스 원, 스위치, 안드로이드, iOS | 개선판, 오버홀 게임스 개발         |
| 발더스 게이트 II: 인핸스드 에디션         | 2013년 11월 15일 | 윈도우, MacOS, 리눅스, PS4, 엑스박스 원, 스위치, 안드로이드, iOS | 개선판, 오버홀 게임스 개발         |
| 발더스 게이트: 시즈 오브 드래곤스피어     | 2016년 3월 31일  | 윈도우, MacOS, 리눅스, PS4, 엑스박스 원, 스위치, 안드로이드, iOS | 확장팩, 빔독 개발                  |
| 발더스 게이트 III                         | 미정             | 윈도우, MacOS, 스테이디어                                        | 라리안 스튜디오스 개발             |
| 던전 & 드래곤: 다크 얼라이언스            | 미정             | PC, 콘솔                                                         | 토크 게임스 개발                   |

## 출판 매체
《포가튼 렐름》 소설의 편집자였던 필립 에단스가 첫 두 작품을 소설화한 《발더스 게이트》와 《발더스 게이트 II: 섀도스 오브 암》을 집필했다.